# Обрх-при-Драгатушу
Обрх-при-Драгатушу (словен. Obrh pri Dragatušu) — поселення в общині Чрномель, Південно-Східна Словенія, Словенія. Висота над рівнем моря: 158,6 м.